# Сусаноо

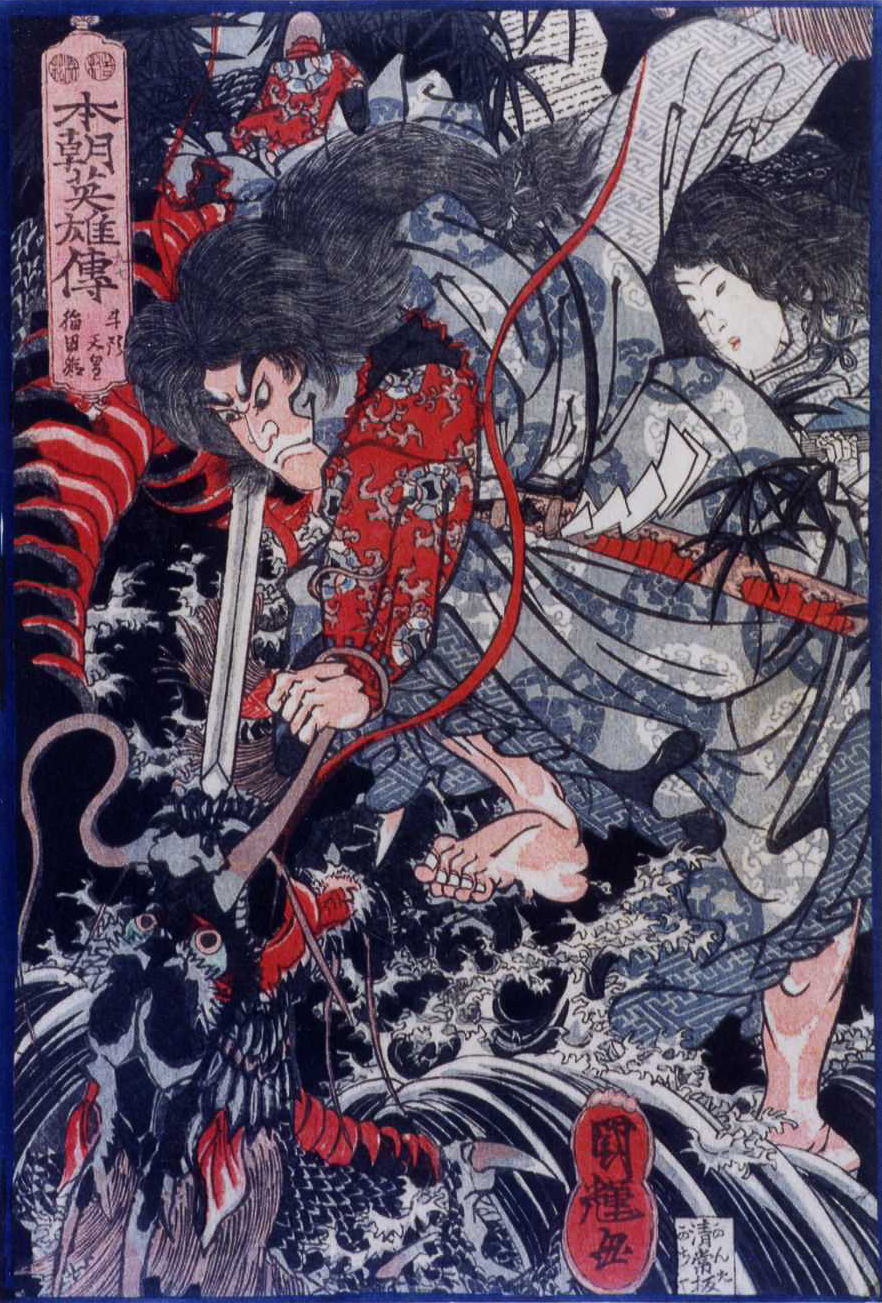
Сусаноо вбиває дракона

Сусаноо або Такехая Сусаноо-но Мікото (яп. スサノオ (須佐之男命 «доблесний швидкий ярий бог-чоловік із Суса») — бог вітру в японській міфології, останній з божеств, що з'явився з крапель води, котрими перший на світі бог-чоловік Ідзанагі омив своє праве око після того, як повернувся з країни померлих Йомі-но куні. Вважають, що спочатку Сусаноо був богом бурі та водної стихії, потім з'явилося уявлення про нього як про божественного предка родів, пов'язаних з Ідзумо. Ймовірно, що в його образі поєдналися декілька богів, оскільки Сусаноо також вважали божеством країни померлих, в деяких міфах він божество родючості.
Бог Сусаноо їздив на містичному коні Аме но Футікома.

## Святилища
Ідзумо Тайся — найдавніше та найбільше синтоїстське святилище, присвячене богу Сусаноо, розташоване в префектурі Сімане. Висота головної будівлі 24 метри. У входу під кровлею закріплена величезна, плетена з рисової соломи мотузка — сіменава, яка свідчить про святість місця. Ця велична споруда — зразок давнішньої японської архітектури — служило моделлю для багатьох культових споруд. Його центральна колона була прообразом осьової щогли при будівництві пагод. Велике святилище Ідзумо вражає не яскравістю й багатством коштовностей, а суворою стриманістю, простотою.
По легенді раз на рік боги з усіх храмів Японії збиралися тут у десятому місяці по місячному календарю, щоб обговорити найважніші справи. Тому цей місяць називався «місяць без богів».
Це святилище є улюбленим місцем проведення шлюбних церемоній, і великий майданчик перед головною будівлею нерідко нагадує дивовижний квітник, на котрому яскравими фарбами розквітають нарядні кімоно наречених, відтіняючі суворі костюми чоловіків.
Зі святилищем Ідзумо пов'язане й народження всесвітньо відомого класичного театру Кабукі. Одна з його жриць Ідзумо-но Окуні — мала славу талановитішої виконавиці священних танців-молінь — нембуцу-одорі. Ці уявлення стали прообразом відомішого театру Кабукі. В пам'ять про це щорічно в святилищі Ідзумо влаштовуються подібні виступи.